# Henri-Gabriel Ibels

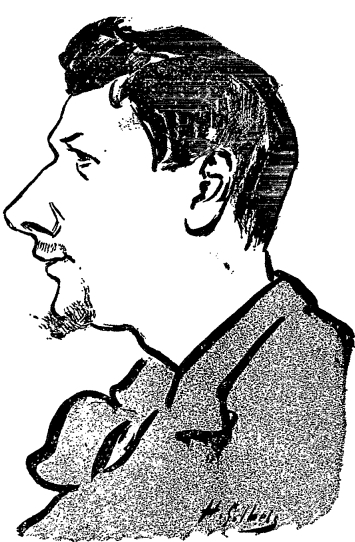
Zelfportret

Henri-Gabriel Ibels (Parijs, 30 november 1867 – Parijs, 1936) was een Franse kunstschilder en graficus. Hij behoorde tot de groep Les Nabis die in het Parijs van het eind van de 19e eeuw in de voorhoede van de kunstwereld opereerde. 

## Leven en werk
Ibels studeerde aan de Académie Julian in Parijs, tegelijk met Pierre Bonnard en Edouard Vuillard. Met hen richtte hij in 1888 Les Nabis op. Hij was actief deelnemer in de eerste projecten van de Nabis, gericht op het samenbrengen van kunstsoorten, zoals het ontwerpen van drukwerk, het opzetten van theaterdecors en maken van poppenspelen. Bij de neiging van een aantal van de leden naar het meer esoterische, symbolistische haakte Ibels af.

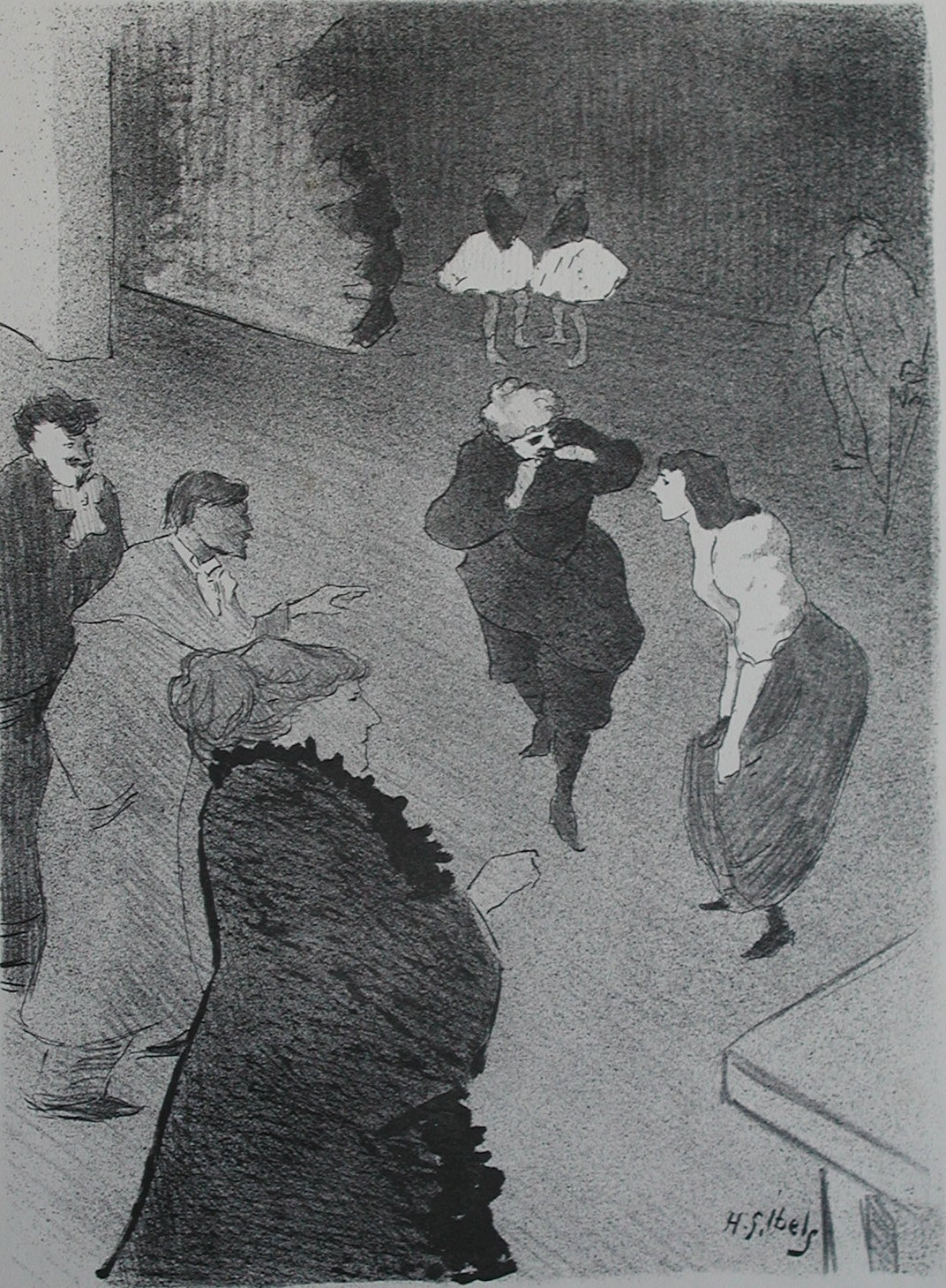
Répétition aux Folies-Bergère (1893, lithografie)

De eerste expositie van het werk van Ibels kwam op de Salon des Indépendants in 1891, en hij exposeerde ook in de gezamenlijke projecten van de Nabis in de galerie van Louis Le Barc de Boutteville. Samen met Édouard Vuillard en Maurice Denis, trok hij al gauw de aandacht.
Het werk van Ibels was groots, was grafisch expressief. Dit werd mede veroorzaakt door de wortels van zijn werk in het grafisch ontwerp. Van zijn hand zijn er niet alleen de verfijnde schilderijen, maar ook de litho’s, de posters voor de cabarets van die tijd en de zwart-wit illustraties in boeken. Ibels ontwierp de programmabladen voor het Théâtre Libre en voor het Théâtre de l’Art/Théâtre d’Art. Ibels heeft ook een tijdschrift uitgebracht, Le Sifflet. In 1893 had Ibels een onemanshow in La Plume.

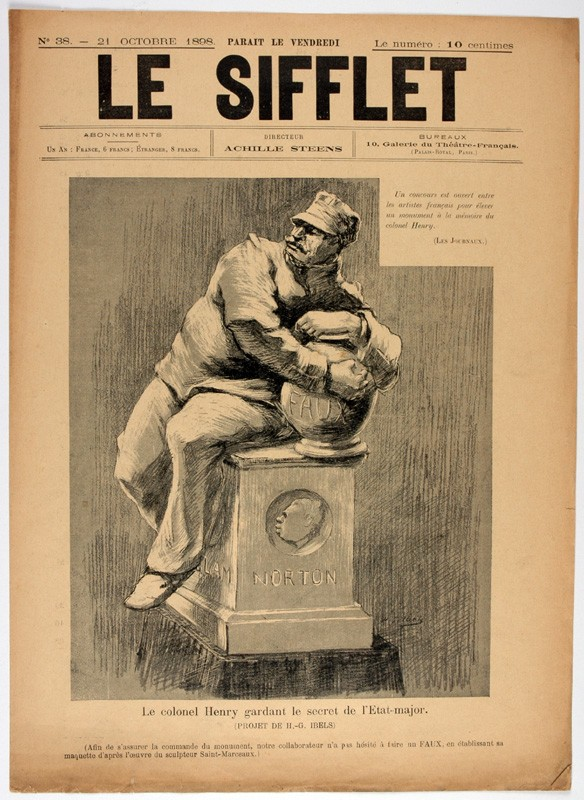
Omslagillustratie, (21 oktober 1898)

De dagelijkse dingen in het bruisende leven van Parijs waren voor Ibels de bron van inspiratie, daar kwamen zijn onderwerpen vandaan, zoals het café en het circus. Qua vorm ligt het werk van Ibels wat verder van de kern van de Nabis af, en wat dichter bij het werk van Henri de Toulouse-Lautrec en Théophile-Alexandre Steinlen. Het kleurgebruik van Ibels verraadt wel duidelijk de invloeden van de Nabis, maar de eenvoud van de vormen die hij toepast, de beperking in zijn lijnen komt meer van het Japans drukwerk, zoals ook bij Félix Vallotton. Ibels werkt met Toulouse-Lautrec samen in een aantal projecten.
- Auckland Art Gallery Toi o Tāmaki: 2418
- Biblioteca Nacional de España: XX5566802
- Bibliothèque nationale de France: cb10826280f (data)
- Gemeinsame Normdatei: 125010133
- International Standard Name Identifier: 0000 0001 0653 0174
- KulturNav: 680da993-d8b9-4b77-b403-48c69f231548
- Library of Congress Control Number: n94122766
- Nationale Bibliotheek van Israël: 987007281333505171
- Nederlandse Thesaurus van Auteursnamen: 202731162
- RKD-Nederlands Instituut voor Kunstgeschiedenis: 40880
- SNAC: w6h13tbc
- Système universitaire de documentation: 056982682
- Union List of Artist Names: 500016306
- Virtual International Authority File: 9838500
- WorldCat: E39PBJrgF3J6KmXTkwtRKpKw4q